# Katarzyna Zubel
Katarzyna Zubel (ur. 22 kwietnia 1969) – polska siatkarka, sześciokrotna mistrzyni Polski, reprezentantka Polski, uczestniczka mistrzostw Europy.

## Życiorys

### Reprezentacja
Z reprezentacją Polski juniorek wystąpiła na mistrzostwach Europy w 1986 i 1988, zajmując w obu startach 6. miejsce. W reprezentacji Polski seniorek debiutowała w towarzyskim spotkaniu z Koreą Północną 13 kwietnia 1989. Wystąpiła trzykrotnie w mistrzostwach Europy (1989 – 9 m., 1991 – 9 m., 1995 – 9 m.) Po raz ostatni wystąpiła w drużynie narodowej 28 września 1995 w meczu mistrzostw Europy z Niemcami. Łącznie w latach 1989–1995 zagrała 180 razy w biało-czerwonych barwach, w tym 157 oficjalnych.

### Kariera klubowa
Wychowanka BKS Stal Bielsko-Biała, debiutowała w tej drużynie w sezonie 1985/1986, a następnie zdobywała z nią czterokrotnie mistrzostwo Polski (1988, 1989, 1990, 1991) i dwa razy wicemistrzostwo (1987, 1992), a także trzykrotnie Puchar Polski (1988, 1989, 1990). W latach 1992–1996 występowała w barwach Chemika Police (w sezonie 1993/1994 grającym jako ARS Komfort Police), zdobywając w tej drużynie mistrzostwo Polski (1994, 1995), brązowy medal MP (1996) oraz także trzykrotnie Puchar Polski (1993, 1994, 1995). Następnie grała w austriackim Graz S.C., po czym powróciła na jeden sezon do BKS Stal Bielsko. W latach 1998–2002 występowała w niemieckim Dresdner SC, z którym zdobyła mistrzostwo (1999) i wicemistrzostwo (2002) Niemiec. Pod koniec kariery wywalczyła jeszcze wicemistrzostwo Polski z Danter AZS AWF Poznań w 2003. Ten ostatni klub nie płacił jej jednak przez cały sezon wynagrodzenia, co pośrednio wpłynęło na zakończenie przez nią kariery.